# Triaspis dumeticola
Triaspis dumeticola är en tvåhjärtbladig växtart som beskrevs av Georg Oskar Edmund Launert. Triaspis dumeticola ingår i släktet Triaspis och familjen Malpighiaceae. Inga underarter finns listade i Catalogue of Life.